# Derek Blyth
Derek Blyth is een journalist met Schotse roots en schrijver van meerdere toeristische boeken over België.

## Biografie
Derek Blyth is sinds 1988 woonachtig in België. Van 1990 tot 2002 was hij journalist voor the bulletin. Hij is de hoofdredacteur van het weekblad Flanders Today.

## Publicaties
- Live & Work in Brussels (2008)
- The 500 hidden secrets of Brussels (2012)
- The 500 hidden secrets of Antwerp (2013)
- The 500 hidden secrets of Ghent (2014)
- The 500 hidden secrets of Flanders fields and the Belgian coast (2014)
- The 500 Hidden Secrets of Bruges (2018)
- Hidden Belgium (2018)
- 100 Belgian icons (2020)